# Czarne Czuby
Czarne Czuby (słow. Čierne zuby) – dolny odcinek południowej grani Kołowego Szczytu w słowackiej części Tatr Wysokich, będącej fragmentem grani głównej Tatr Wysokich. Na południowym wschodzie graniczy z Czarnym Kopiniakiem, od którego odgranicza go Czarna Przełęcz, natomiast na północnym zachodzie od Kołowej Kopki oddzielony jest Czarnym Przechodem. Grań na tym 80-metrowym odcinku wznosi się w kierunku Kołowego Szczytu i zawiera kilka turniczek.
Południowo-zachodnie stoki grani opadają w kierunku Czarnego Bańdziocha – górnego piętra Doliny Czarnej Jaworowej. Po stronie północno-wschodniej stoki spadają do Danielowych Pól w Dolinie Jastrzębiej.
Na Czarne Czuby nie prowadzą żadne szlaki turystyczne. Przejście granią dla taterników jest nieco trudne (I w skali UIAA).
Pierwsze przejścia grani:
- letnie – Alfred Martin i przewodnik Johann Franz senior, 16 lipca 1907 r.,
- zimowe – Adam Karpiński i Konstanty Narkiewicz-Jodko, 4 kwietnia 1928 r.[2]

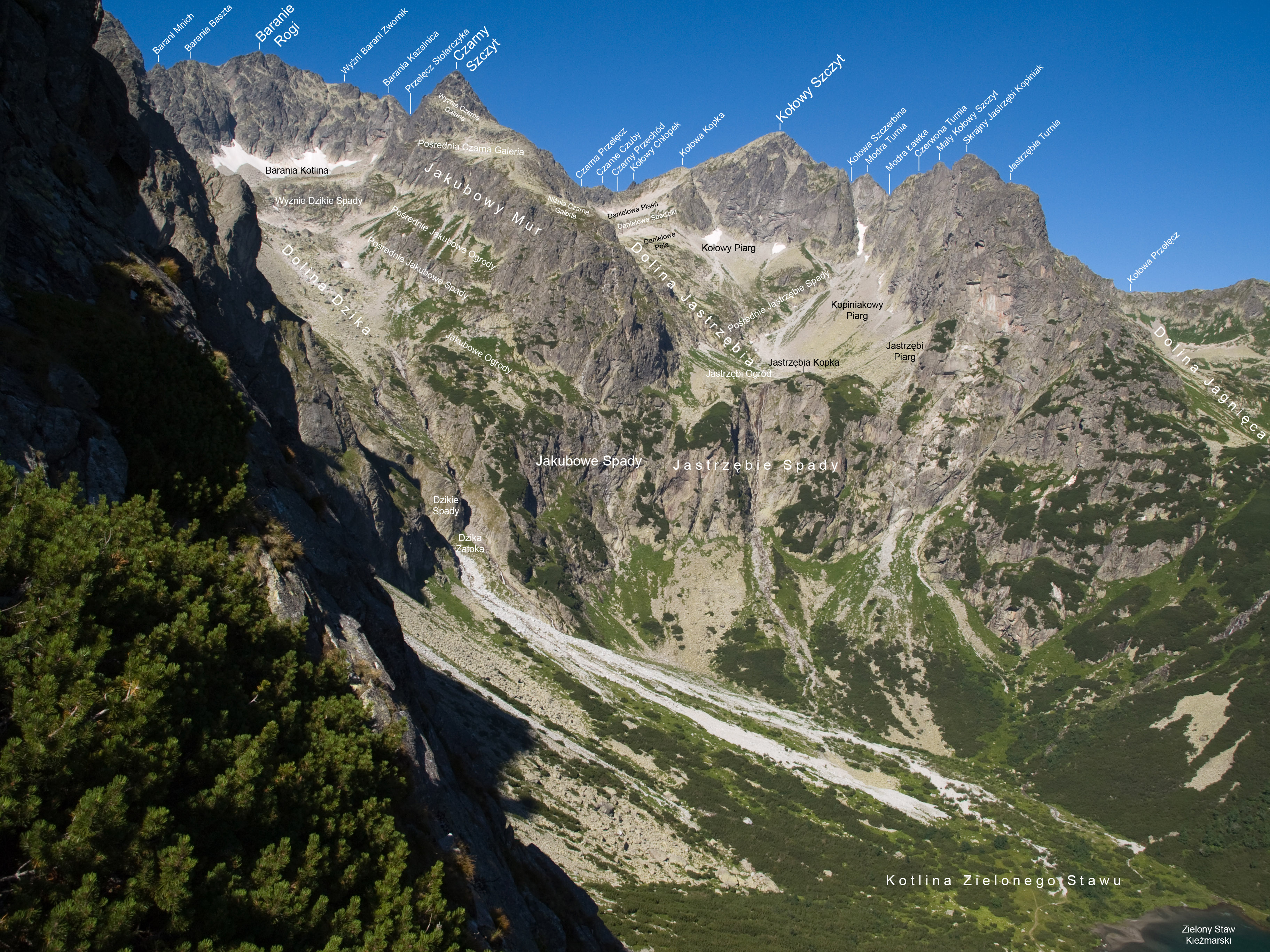
Widok od strony wschodniej